# Цвирко, Людмила Евгеньевна
Людмила Евгеньевна Цвирко (1935—2006) — советская и украинская пианистка и преподаватель, заслуженная артистка УССР (1989).

## Биография
Родилась в городе Пенза (РСФСР). В 1959 году окончила Киевскую консерваторию по классу фортепиано В. Нильсена. С 1959 года преподавала в Киевской консерватории класс камерного ансамбля, с 1989 года — профессор, в 1980—2004 годах занимала должность проректора по творческой работе НМАУ. В 1960—1980 годах проводила активную ансамблевую концертную деятельность, значительное место в её исполнительском творчестве занимали произведения украинских композиторов — Б. Лятошинского, В. Косенко, В. Кирейко, Е. Станковича, М. Скорика, И. Карабица и других.
Цвирко организовывала культурные мероприятия для ООН на Украине и посольств ряда стран мира, принимала участие в международных творческих проектах, осуществляла творческие контакты с иностранными музыкальными вузами из таких городов, как Мюнхен, Берлин, Братислава, Париж, Лейпциг и т. д.
За время своей карьеры Цвирко подготовила более чем 500 выпускников, с успехом работающих на Украине и за её пределами. Она выучила более 30 лауреатов международных конкурсов. В частности, среди её учеников — пианистка Валентина Лисица.
Заслуженная артистка Украинской ССР (1989). Награждена орденом Дружбы народов (1981), знаком «Отличник образования Украины», почётными грамотами.